# Стената на славата
Стената на славата е първата по рода си в България и представлява аналог на Алеята на славата в Холивуд. Намира се в пространството пред Театър 199, откъм главния вход на ул. „Раковски“ и представлява атракция за столичани и гости на столицата.
Създадена е през 1995 г. от инж. Симеон Симеонов, д.т.н. – строителен предприемач, преподавател в УАСГ, известен с нестандартните си архитектурни решения и Валентин Стойчев – директор на Театър 199.
Първоначално отпечатъците се взимат в популярно телевизонно предаване, а след това церемонията по полагането на отпечатъците започва да се извършва пред театъра. Първият актьор, който е дал отпечатъци е Георги Калоянчев. Стената на актьорската слава е изградена и първите взети отпечатъци са монтирани за 30-годишнината на Театър 199.
Елементите, които съдържат паната, освен отпечатъци на актьорите, са шарж от карикатуриста Ивайло Нинов и послание към зрителите.
Девизът, който стои на Стената на актьорската слава е „199 стъпки към успеха“.
Две пана са на актьорски двойки. Това са на Виолета Бахчеванова и Васил Стойчев, както и на Нина Димитрова и Васил Василев-Зуек.
През 2020 г. Стената на славата навършва 25 години. С течение на годините Стената на славата се разраства. Днес на нея има 51 пана на 53 български актьори. За 55-годишнината на Театър 199 отпечатъци и послание към зрителите оставиха актьорите – Стефка Янорова, Мария Сапунджиева, Владимир Карамазов и Стефан Вълдобрев. Те ще бъдат монтирани през месец септември 2020 г.